# Taoisme

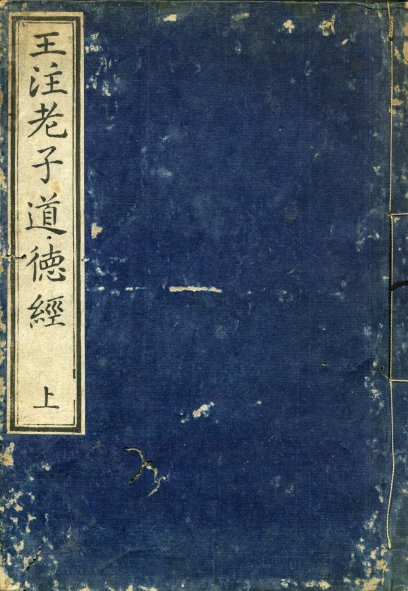
Daodejing en una edició de Wang Bi que es publicà al Japó l'any 1770

El taoisme o daoisme és un dels tres grans corrents de pensament de la Xina pels volts del segle iv aC, basat en l'obra atribuïda al savi Laozi (o Lao Tse) i anomenada Daodejing, «El Clàssic del Camí i la seva Virtut». (en xinès: 道家, en pinyin: Dào jiā, «escola del Tao»)
A partir del segle iii aC, també es va desenvolupar com a religió (道教, Dào jiào), però no es va estructurar veritablement com a tal fins al segle ii. Posteriorment, entre d'altres, encara es va mesclar amb elements del confucianisme i del budisme.
El taoisme és una varietat de tradicions filosòfiques i religioses associades que han influït en les persones de l'Àsia oriental durant més de dos mil·lennis. També van influir notablement en el món occidental, en particular a partir de la seva difusió al segle xix. La paraula 道, Tao (o Dao, segons la norma de romanització), es tradueix aproximadament com a 'camí' o 'via'. El concepte conté molts significats abstractes i espirituals que estan presents en la religió tradicional xinesa, i també en l'àmbit filosòfic.
L'ètica taoista fa èmfasi en les Tres joies del Tao, que són: moderació, compassió i humilitat. Mentre el pensament taoista se centra generalment en la natura, en la relació entre la humanitat i el cosmos (天人相应), la salut i la longevitat i, també, en el wu wei (acció enfront de la no-acció). L'harmonia amb l'univers, o la font del mateix Tao, és l'objectiu, el referent de moltes directrius i pràctiques taoistes.
El respecte cap als esperits dels ancestres i els vuit immortals és habitual en el taoisme popular. El taoisme organitzat diferencia la seva activitat ritual de la religió tradicional, que alguns mestres taoistes (daoshi) consideren una degradació del taoisme. Al llarg de la història de la Xina, l'alquímia (que inclou la neida), l'astrologia, la gastronomia, el budisme zen, diverses arts marcials xineses, la medicina tradicional xinesa, el feng shui i diversos estils de qigong han rebut la influència del taoisme i han incorporat aspectes del seu pensament i de la seva pràctica.

## Definició
Existeix un debat sobre com pot ser categoritzat el taoisme. Livia Kohn el divideix en les tres categories següents:
1. Taoisme filosòfic (pinyin: daojia 道家). És una escola filosòfica basada en els textos del Daodejing (道德经) i el Zhuangzi (庄子);
2. Taoisme religiós (pinyin: daojiao 道敎). És una família de moviments religiosos organitzats que tingueren el seu origen en el moviment dels Mestres Celestials de la darreria de la dinastia Han. Més tard, va incloure les sectes de l'Ortodòxia (zhengyi 正一) i la de La realitat completa (quanzhen 全眞), grups que reivindicaven un llinatge taoista que es remuntava a Laozi (老子) o a Daoling Zhang, a la darreria de la dinastia Han.
3. Taoisme tradicional. És pròpiament la religió tradicional xinesa.

Aquesta distinció es complica per dificultats en la interpretació hermenèutica que pretén categoritzar les escoles taoistes, les sectes i els diversos moviments. Alguns especialistes creuen que no hi ha distinció entre daojia (taoisme filosòfic) i daojiao (taoisme religiós). Segons Kirkland, «la majoria dels especialistes que han estudiat seriosament el taoisme, tant a Àsia com a Occident, per fi han abandonat la dicotomia simplista de daojia i daojiao, la del «taoisme filosòfic» i «taoisme religiós».
Hansen diu que la identificació del taoisme com a tal es va donar per primera vegada a principis de la dinastia Han, quan la daojia va ser identificada com una sola escola. Els escrits de Laozi i Zhuangzi foren vinculats entre si durant la dinastia Han en virtut d'aquesta tradició única, i no amb anterioritat. És poc probable que Zhuangzi estigués familiaritzat amb el text del Daodejing. A més, Graham creu que Zhuangzi no s'hauria identificat com un taoista, una classificació que no es planteja fins a una època posterior a la seva mort.
El taoisme no entra estrictament sota el paraigua o la definició d'una religió organitzada, com es pot fer amb les tradicions abrahàmiques, ni tampoc pot ser entès simplement com l'origen o una variant de la religió tradicional xinesa, ja que una gran part de la religió tradicional xinesa s'allunya dels principis i les bases dels ensenyaments taoistes. Robinet afirma que el taoisme pot ser comprés molt millor si s'observa més com una forma de vida que com una religió. Henri Maspero va assenyalar que molts especialistes del taoisme el consideren com una escola de pensament que tenia com a centre de la seva recerca la immortalitat.

## Denominació

Ideograma xinès del tao o dao (道)

En català, com en altres llengües occidentals, les paraules daoisme i taoisme són objecte d'una controvèrsia sobre el tipus de romanització que cal triar. La paraula xinesa 道 'camí', 'via' o 'ruta' es transcriu com a tao, si es romanitza seguint l'antic sistema Wade-Giles, i dao d'acord amb el modern sistema pinyin. En terminologia lingüística, el terme taoisme o daoisme és un calc semàntic que prové d'un manlleu lingüístic a partir de la paraula xinesa tao o dao (道 'camí', 'ruta'; 'principi') i el sufix natiu «-isme». Els debats, de vegades acalorats, sobre l'ús preferencial per una o altra denominació, taoisme versus daoisme, impliquen diversos àmbits i disciplines com la sinologia, la fonologia, els manlleus lingüístics i, fins i tot, la política.

## Fonaments
El taoisme estableix l'existència de tres forces: una de positiva, una altra de negativa i una de tercera, conciliadora. Les dues primeres s'oposen i es complementen simultàniament entre si. Són el yin (força expansiva, negativa, femenina, humida, passiva, indirecta...) i el yang (força constrictiva, positiva, masculina, seca, activa, directa...). La tercera força és el tao, o força superior que les conté.
L'equilibri entre les dues primeres forces implica la igualtat de les seves manifestacions considerades d'una manera abstracta. Per això, el taoista no considera superior la vida sobre la mort, la construcció sobre la destrucció, el plaer sobre el patiment, el que és positiu sobre el que és negatiu, o l'afirmació sobre la negació: en cada cas, els dos conceptes aparentment contraris només són les dues cares d'una sola i única cosa.
El tao, segons Laozi i els altres filòsofs taoistes, és quelcom que no pot ser abastat per cap forma de pensament humà. Per a aquest quelcom no existeix cap nom, ja que els noms deriven de les experiències i circumscriuen -i per tant, limiten- les significacions. Finalment i per necessitat de ser descrit o expressat, se'l va anomenar «tao», que significa camí (recte o virtuós) que condueix a la meta.
Quan Laozi parla del tao, procura allunyar-lo de tot allò que pugui donar una idea de quelcom concret. Prefereix enquadrar-lo dins d'un pla diferent de tot allò que pertany al món tangible. Diu: «Existia abans del Cel i de la Terra». És la matriu de la creació i font de tots els éssers. El tao tampoc no és temporal o limitat; és impossible definir-lo, mirar-lo o escoltar-lo; el tao és el no-ésser.

## Símbols

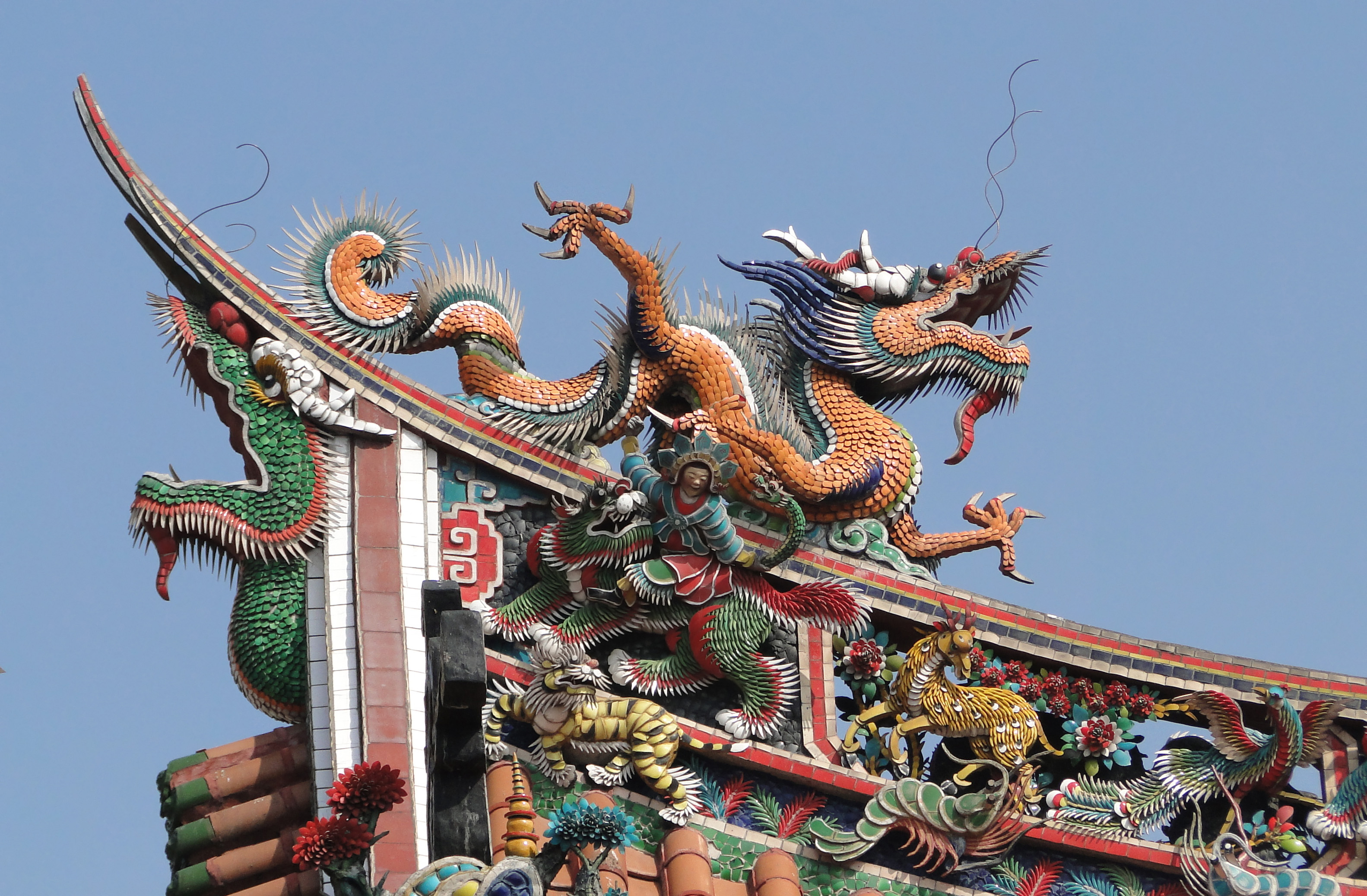
Drac xinès al temple Mengjia Longshan a Taipei

El símbol taijitu (yin i yang) 太極圖 i el ba gua 八卦 (vuit trigrames) estan associats al simbolisme taoista. Gairebé totes les organitzacions taoistes fan servir el símbol del yin i el yang, que també es podria anomenar de Confuci, neoconfucià o panxinès. El yin i el yang tenen una forma d'«S», amb el yin (negre o vermell) a la dreta. És fàcil veure aquest símbol com a decoració taoista en banderes d'organitzacions, logotips, paviments de temples, o cosit en hàbits sacerdotals. Segons fonts de la dinastia Song, té el seu origen cap al segle x. Anteriorment, el yin i el yang se simbolitzaven amb un tigre i un drac.
Els temples taoistes fan onejar banderes quadrades o triangulars. Típicament, caracteritzen textos o diagrames místics i estan destinats a complir diverses funcions incloent-hi la provisió d'orientació als esperits dels morts, per a portar bona fortuna, incrementar la capacitat de viure, etc. Altres banderes i pancartes poden ser els dels déus o ells mateixos com a immortals.
A vegades, també es mostra una ziga-zaga amb set estels, representant el Carro Gran (o l'equivalent xinès, el bushel). En la Dinastia Shang, es considerava el Carro Gran com una deïtat, mentre que durant la Dinastia Han, es considerava un camí qi del déu circumpolar Taiji.
Els temples taoistes al sud de la Xina i Taiwan també es poden identificar per les seves teulades, que mostren dracs xinesos i fènixs fets amb peces ceràmiques de molts colors. Són símbol de l'harmonia del yin i el yang (amb l'au fènix com a yin). Un símbol relacionat n'és la perla encesa que es pot veure als sostres d'aquest tipus, entre dos dracs, així com la pinça d'un Mestre Celestial. En general, però, l'arquitectura taoista xinesa no té característiques universals que la distingeixen d'altres estructures.

## Pràctiques

### Dieta vegetariana
La dieta taoista fomenta el dejuni i vegetarianisme.

### Rituals

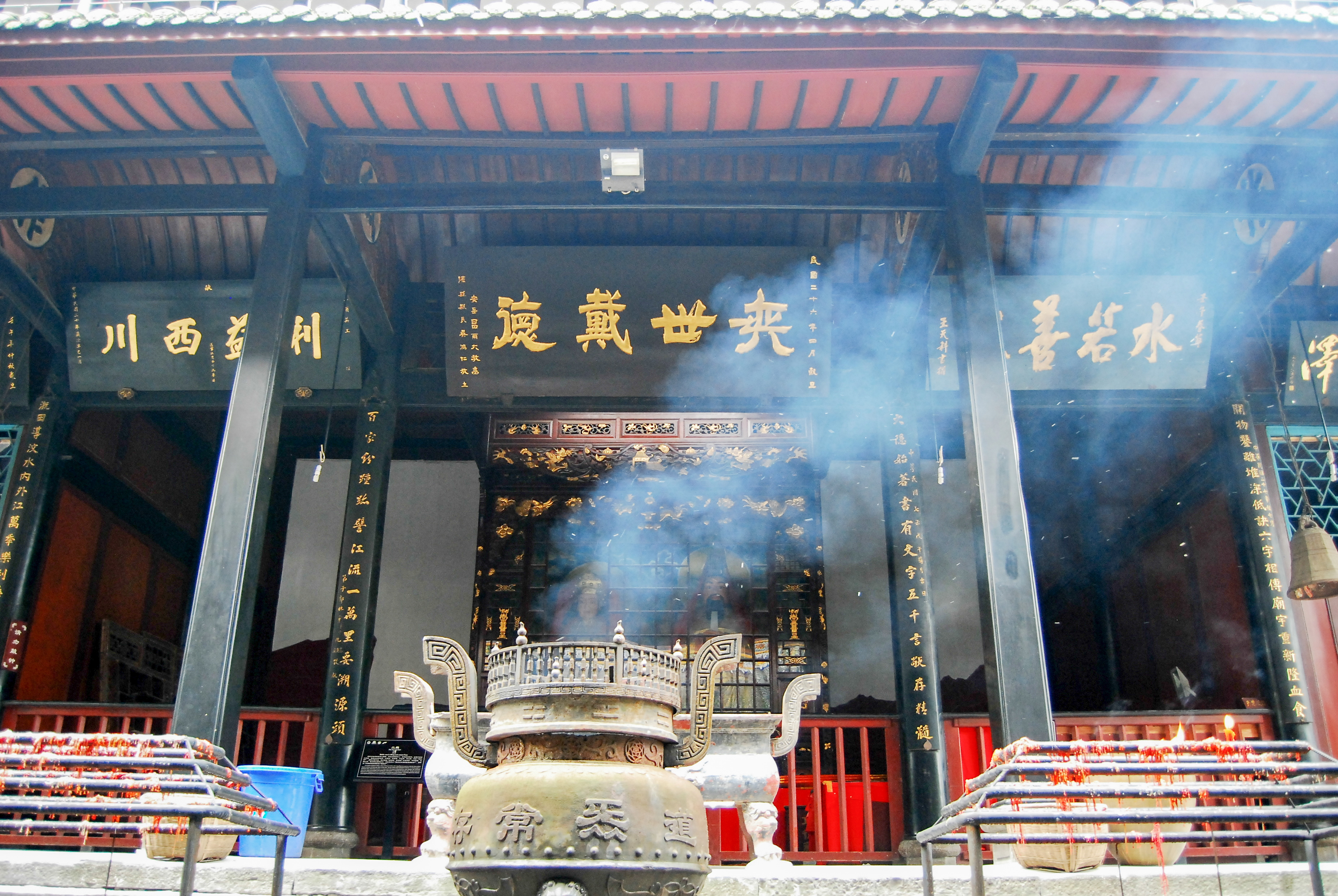
Una sala d'adoració del Temple Erwang, un temple taoista de Dujiangyan, Sichuan. Hi ha elements utilitzats per la pràctica religiosa (encens i oferiment d'espelmes).

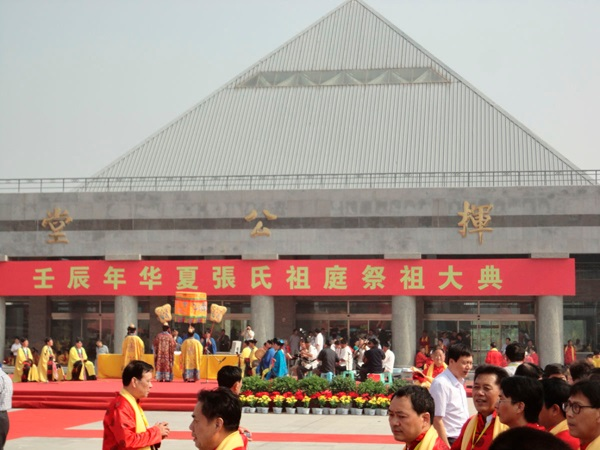
Una ancestral cerimònia d'adoració dirigida per sacerdots taoistes a la piràmide del Temple Gran de Zhang Hui (张挥公大殿 Zhāng Huī gōng dàdiàn), dedicat al progenitor del llinatge Zhang, a Hebei.

En determinats moments, no es menja com un sacrifici als esperits del difunt o els déus, com durant el Festival Qingming. Això pot incloure també el sacrifici d'animals, com porcs i ànecs, o de fruita. Una altra forma de sacrifici implica la crema de bitllets funeraris o notes per al banc de l'infern, amb la suposició que les imatges que hi ha als papers reapareixeran com un element real en el món espiritual. En altres moments es pot dur a terme una dieta vegana o un dejuni total.
També en certes festes hi ha desfilades al carrer. Són activitats al carrer que inevitablement impliquen focs artificials i carrosses cobertes de flors amb radiodifusió de música tradicional. Sovint també inclouen balls del lleó i balls del drac; titelles ocupats per humans, xamans que tallen la pell amb ganivets, Bajiajiang maquillats de dimonis que practiquen el kung-fu en guàrdies d'honor, i palanquins portant imatges divines. Els diversos participants no es consideren actors, sinó posseïts pels déus i esperits.
Endevinar el futur amb mètodes com l'astrologia o l'Yijing i altres formes d'endevinació ha estat considerat durant molt de temps un motiu tradicional de persecució de la pràctica taoista. Els mèdiums sovint són membres d'algunes sectes. Hi ha una distinció acadèmica i social entre formes marcials de mèdiums (com tongji) i el que escriu l'esperit, que sovint es practica a través de l'escriptura sobre planxa.

### Salut física
Un element recurrent i important del taoisme són els rituals, els exercicis i les substàncies que pretenen alinear l'espiritualitat d'un mateix amb les forces còsmiques, emprendre viatges espirituals o millorar la salut física i així ampliar la vida i idealment tendir a un punt d'immortalitat. Un mètode característic per trobar la longevitat és la pràctica de l'alquímia. Des de les primers documents taoistes, com el Taiping Jing i el Baopuzi apareixen fórmules alquímiques per aconseguir la immortalitat.
Nombroses tradicions d'arts marcials, particularment les de la categoria de Neijia (com Tai-txi-txuan, Bagua Zhang i Xing Yi Quan) encarnen els principis taoistes, i alguns practicants consideren el seu art com un mitjà de practicar taoisme.

## Societat

### Partidaris
El nombre de taoistes és difícil de calcular, a causa de les diverses definicions del terme taoisme. Segons una enquesta sobre la religió a la Xina de l'any 2010, el nombre de les persones que practiquen alguna forma religió tradicional xinesa és d'uns 950 milions (70% dels xinesos). Entre aquests, 173 milions (13%) pràctica alguna forma de taoisme tradicional. Més enllà d'aquests, 12 milions de persones han fet alguna iniciació formal al taoisme, o s'hi han adherit.
La majoria de les persones xineses i molts altres han estat influïts d'alguna manera per la tradició taoista. Recentment, hi ha hagut alguns esforços per reviure la pràctica del taoisme. El 1956 es formà l'Associació Xinesa Taoista, i es va aprovar oficialment el 1957. Es va desmembrar durant la Revolució Cultural de Mao, però es va restablir el 1980. La seu de l'Associació és al Baiyun guan, o Temple del Núvol Blanc, de la branca Longmen del taoisme Quanzhen.
Des del 1980, molts monestirs taoises i temples es van reobrir o reconstruir, la majoria pertanyents a les escoles de Zhengyi o Quanzhen. Per aquestes dues escoles, l'ordenació de membres s'ha tornat a permetre de manera oficial. Tanmateix, «el govern xinès prefereix el model de celibat que... el clergat Quanzhen», mentre que el «clergat Zhengyi sovint és casat i resideix a casa.»
La literatura taoista i l'art ha influït les cultures de Corea, Japó i Vietnam. El taoisme organitzat sembla que no acaba d'atraure gaires seguidors no xinesos en l'actualitat. A Taiwan 7,5 milions de persones (33% de la població) s'identifiquen com a taoistes. Les dades que es van recollir el 2010 en estudis demogràfics de Hong Kong i Singapur indiquen que, respectivament, el 14% i l'11% de les persones d'aquestes ciutats s'identifiquen com a taoistes.

### Art i poesia

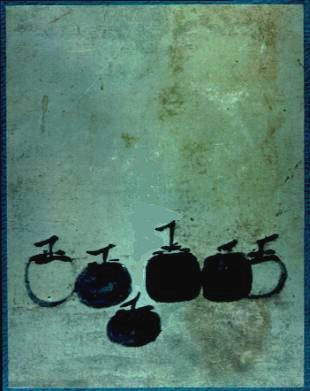
Sis Persimons, una pintura xinesa del monjo Mu Qi.

La història xinesa està plena d'exemples d'art influenciat pel pensament taoista. Alguns pintors notables influïts pel taoisme són Wu Wei, Huang Gongwang, Mi Fu, Muqi Fachang, Shitao, Ni Zan, T'ang Mi i Wang Tseng-tsu. Les arts taoistes representen les diverses religions, dialectes i temps que generalment s'han associat amb el taoisme. L'art taoista antic va ser encarregat per l'aristocràcia, però també professors i adeptes a aquesta religió s'han compromès amb les arts.

### Aspectes polítics
A diferència del confucianisme, el taoisme afavoreix l'anarquisme filosòfic, el pluralisme i es manté passiu al govern de torn. Laozi ha estat citat com un exemple primerenc del liberalisme. D'altra banda, la política mai no ha estat un assumpte principal dins el taoisme.

### Relacions amb altres religions i filosofies

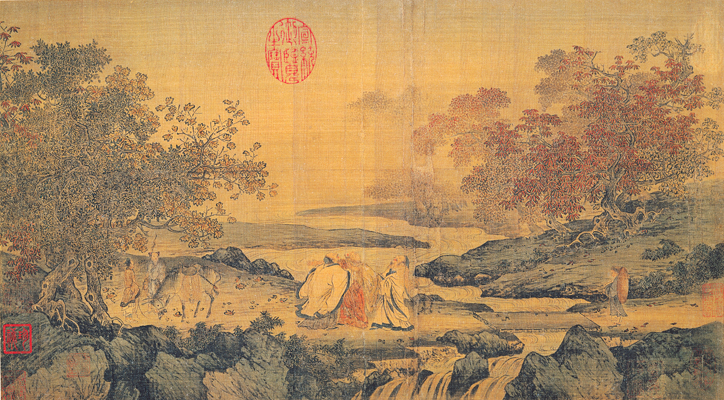
Pintura de l'estil litang en què es retrata tres homes baixant per un corrent del riu (dinastia Song)

El termes tao i te són religiosos i filosòfics, que comparteixen el taoisme i el confucianisme. L'autoria del Daodejing o Tao Te Ching s'assigna a Laozi, que tradicionalment es reconeix que fou un mestre de Confuci. Tanmateix, alguns estudiosos creuen que el Daodejing va sorgir com una reacció al confucianisme. Zhuangzi, en la seva Història del pensament, en resposta als conflictes ètics entre moïstes i confucians, situa Laozi com a pas previ als moïstes pel seu nom i als confucians per la seva implicació.
Els primers textos taoistes rebutgen els supòsits bàsics del confucianisme, que es basaven en rituals i en l'ordre, a favor dels exemples que seguien l'impuls «salvatge» de la natura i l'individualisme. Els taoistes històrics desafiaven la moral convencional, mentre que els confucians consideraven la degradació de la societat i impulsaven la necessitat d'una orientació ètica forta.
L'entrada del budisme a la Xina s'ha caracteritzat per la interacció i el sincretisme, amb el taoisme en particular. Originalment vist com una mena de «taoisme estranger», les escriptures del budisme van ser traduïdes al xinès usant el vocabulari taoista. El budisme Chan va ser particularment modificat pel taoisme: la integració de la desconfiança de l'escriptura, text i fins i tot el llenguatge, així com els punts de vista taoistes d'abraçar «aquesta vida», la pràctica especialitzada en «cada moment». El taoisme va incorporar elements budistes durant el període Tang, com ara monestirs, el vegetarianisme, la prohibició de l'alcohol o la doctrina de la vacuïtat, i va recollir les escriptures en l'organització tripartida. Alhora, el budisme Chan va créixer fins a convertir-se en la major secta del budisme xinès. Christine Mollier va arribar a la conclusió que un nombre de sutres budistes que es troben a l'edat mitjana a Àsia oriental i l'Àsia central va adoptar molts materials d'anteriors escriptures taoistes.
Rivals ideològics i polítics durant segles, el taoisme, el confucianisme i el budisme va influenciar-se profundament entre si. També comparteixen uns valors similars, com abraçar una filosofia humanista, posant l'accent en el comportament moral i la perfecció humana. Amb el temps, la majoria de xinesos es van identificar en certa manera amb les tres tradicions alhora. Això es va institucionalitzar amb l'escola neoconfucianista, síntesi de les tres precedents.
Mirza Tahir Ahmad, el quart califa de la comunitat Ahmadia islàmica, en el seu llibre Apocalipsi, explica que la racionalitat, el coneixement i la veritat taoistes es veuen en la seva forma més primitiva com una religió monoteista revelada per Déu als profetes, amb un missatge que, a poc a poc, s'ha deteriorat al llarg de molts segles i ha esdevingut el que es veu avui dia. Pel que fa a això, es relaciona el taoisme i altres religions tradicionals xineses amb les modernes religions tradicionals, com el judaisme, el cristianisme i l'islam.
També van escriure força sobre el taoisme Georg Wilhelm Friedrich Hegel i Arthur Schopenhauer.

## Taoisme a Catalunya
A Catalunya, el juliol del 2014, hi havia cinc centres taoistes. Això, malgrat la important presència de població xinesa al territori, ja que la religiositat d'aquesta comunitat s'expressa sobretot de manera familiar i privada.

### En català
- Laozi. Daodejing: El llibre del ‘dao’ i del ‘de’. Traducció: Seán Golden, Marisa Presas.  Barcelona: Univ. Autònoma de Barcelona, 2000, p. 187 (Clàssics Orientals núm. 2). ISBN 978-84-8437-036-9. És la primera feta directament del xinès al català i amb fidelitat a l'original.
- García Gil, Manuela; Pérez Garcia, Víctor Lluís. «Taoisme». A: D'Orient a Occident. Saviesa ancestral.  Vision Libros, 2009, p. 33-35. ISBN 9788498864861.
- Laudo Castillo, Xavier; Esteruelas Teixidó, Albert; Garcia i Farrero, Jordi «Idees pedagògiques del taoisme: elements per a una pedagogia líquida entre la naturalesa i la norma» (pdf). Educació i Història: Revista d'Història de l'Educació, 2014, pàg. 103-122. DOI: 10.2436/20.3009.01.126.
- Prevosti i Monclús, Antoni. Taoisme. Filosofia i religió del dao (pdf).  Barcelona: UOC, febrer 2011, p. 52.

### Altres llengües
- Zhuangzi. The divine classic of Nan-hua: being the works of Chuang Tsze, Taoist philosopher. With an excursus, and copious annotations in English and Chinese (en anglès).  Kelley & Walsh, 1881 [Consulta: 19 febrer 2012].
- Barrett, Rick. Taijiquan: Through the Western Gate (en anglès).  Blue Snake Books, 26 de gener de 2006. ISBN 978-1-58394-139-3 [Consulta: 19 febrer 2012].
- Cane, Eulalio Paul. Harmony: Radical Taoism Gently Applied (en anglès).  Trafford Publishing, 7 d'agost de 2002. ISBN 978-1-55369-549-3.
- Carr, Michael «Whence the Pronunciation of Taoism?» (en anglès). Dictionaries, 12, 1990, pàg. 55–74.
- Carr, David T. & Zhang, Canhui. Space, Time, and Culture (Springer, 2004). ISBN 1-4020-2823-7.
- Chan Wing-tsit. A Source Book in Chinese Philosophy (Princeton, 1963). ISBN 0-691-01964-9.
- Chang, Stephen T. The Great Tao (en anglès).  Tao Longevity LLC, 1985. ISBN 0-942196-01-5..
- Cheng, Anne. Historia del pensamiento chino (en castellà).  Bellaterra, 1 de febrer de 2003. ISBN 978-84-7290-200-8.. Llibre útil per a obtenir una visió completa del pensament xinès.
- Demerath, Nicholas J. Crossing the Gods: World Religions and Worldly Politics (Rutgers University Press, 2003). ISBN 0-8135-3207-8.
- Dumoulin, Heinrich, Heisig, James W. & Knitter, Paul. Zen Buddhism: A History (India and China) (World Wisdom, Inc, 2005). ISBN 0-941532-89-5.
- Eliade, Mircea. A History of Religious Ideas, Volume 2. Traduït per Willard R. Trask. Chicago: University of Chicago Press, 1984.
- Fasching, Darrell J. & deChant, Dell. Comparative Religious Ethics: a narrative approach (Blackwell Publishing, 2001). ISBN 0-631-20125-4.
- Fisher, Mary Pat. Living Religions: An Encyclopaedia of the World's Faiths (I.B. Tauris, 1997). ISBN 1-86064-148-2.
- Goodspeed, Bennett W. The Tao Jones Averages: A Guide to Whole-Brained Investing (E. P. Dutton, 1983).
- Graham, Angus. Disputers of the Tao (Open Court, 1989) ISBN 0-8126-9087-7.
- Hansen, Chad D. A Daoist Theory of Chinese Thought: A Philosophical Interpretation (Oxford University Press, 2000). ISBN 0-19-513419-2.
- Hucker, Charles O. China's Imperial Past: An Introduction to Chinese History and Culture (Stanford University Press, 1995). ISBN 0-8047-2353-2.
- Jones, Richard H. Mysticism and Morality: a new look at old questions (Lexington Books, 2004). ISBN 0-7391-0784-4.
- Keller, Catherine. The Face of the Deep: A Theology of Becoming (Routledge, 2003). ISBN 0-415-25648-8.
- Kim, Ha Poong. Reading Lao Tzu: A Companion to the Tao Te Ching With a New Translation (Xlibris Corporation, 2003). ISBN 1-4010-8316-1.
- Kirkland, Russel. Taoism: The Enduring Tradition (Routledge, 2004). ISBN 0-415-26322-0.
- Kohn, Livia, ed. Daoism Handbook (Leiden: Brill, 2000).
- Kohn, Livia. The Daoist Monastic Manual: A Translation of the Fengdao Kejie (Nova York: Oxford University Press 2004)
- Kohn, Livia & LaFargue, Michael, ed. Lao-Tzu and the Tao-Te-Ching (SUNY Press, 1998). ISBN 0-7914-3599-7.
- Komjathy, Louis. Handbooks for Daoist Practice. 10 vols. Hong Kong: Yuen Yuen Institute, 2008.
- Kraemer, Kenneth. World Scriptures: An Introduction to Comparative Religions (Paulist Press, 1986). ISBN 0-8091-2781-4.
- LaFargue, Michael. Tao and Method: A Reasoned Approach to the Tao Te Ching (SUNY Press. 1994) ISBN 0-7914-1601-1.
- Little, Stephen; Shawn Eichman et al. Taoism and the Arts of China (Chicago: Art Institute of Chicago, 2000). ISBN 0-520-22784-0
- Mair, Victor H. The Columbia History of Chinese Literature (Columbia University Press, 2001). ISBN 0-231-10984-9
- Mair, Victor H. Experimental Essays on Chuang-tzu (Hawaii, 1983) ISBN 0-88706-967-3.
- Markham, Ian S. & Ruparell, Tinu. Encountering Religion: an introduction to the religions of the world (Blackwell Publishing, 2001). ISBN 0-631-20674-4.
- Martin, William. A Path And A Practice: Using Lao Tzu's Tao Te Ching as a Guide to an Awakened Spiritual Life (Marlowe & Company, 2005). ISBN 1-56924-390-5.
- Martinson, Paul Varo. A theology of world religions: Interpreting God, self, and world in Semitic, Indian, and Chinese thought (Augsburg Publishing House, 1987). ISBN 0-8066-2253-9.
- Maspero, Henri. Translated by Frank A. Kierman, Jr. Taoism and Chinese Religion (University of Massachusetts Press, 1981). ISBN 0-87023-308-4
- Miller, James. Daoism: A Short Introduction (Oxford: Oneworld Publications, 2003). ISBN 1-85168-315-1
- Mollier, Christine. Buddhism and Taoism Face to Face: Scripture, Ritual, and Iconographic Exchange in Medieval China. (University of Hawai'i Press, 2008). ISBN 0-8248-3169-1.
- Moore, Charles Alexander. The Chinese Mind: Essentials of Chinese Philosophy and Culture (University of Hawaii Press, 1967). ISBN 0-8248-0075-3.
- Occhiogrosso, Peter. The Joy of Sects (en anglès).  Doubleday, 1994. ISBN 0-385-42564-3.
- Pas, Julian F. & Leung, Man Kam. Historical Dictionary of Taoism (Scarecrow Press, 1998). ISBN 0-8108-3369-7.
- Prebish, Charles. Buddhism: A Modern Perspective (Penn State Press, 1975). ISBN 0-271-01195-5.
- Robinet, Isabelle. Taoist Meditation: The Mao-shan Tradition of Great Purity (Albany: SUNY Press, 1993 [original en francès del 1989]).
- Robinet, Isabelle. Taoism: Growth of a Religion (Stanford: Stanford University Press, 1997 [original French 1992]). ISBN 0-8047-2839-9
- Segal, Robert Alan. The Blackwell Companion to the Study of Religion (Blackwell Publishing, 2006). ISBN 0-631-23216-8.
- Schipper, Kristopher. The Taoist Body (Berkeley: University of California Press, 1993 [original French version 1982]).
- Schipper, Kristopher and Franciscus Verellen. The Taoist Canon: A Historical Companion to the Daozang (Chicago: University of Chicago, 2004).
- Sharot, Stephen. A Comparative Sociology of World Religions: virtuosos, priests, and popular religion (Nova York: NYU Press, 2001). ISBN 0-8147-9805-5.
- Silvers, Brock. The Taoist Manual (Honolulu: Sacred Mountain Press, 2005).
- Slingerland, Edward Gilman. Effortless Action: Wu-Wei as Conceptual Metaphor and Spiritual Ideal in Early China (Oxford University Press, 2003). ISBN 0-19-513899-6.
- Van Voorst, Robert E. Anthology of World Scriptures (en anglès).  Thomson Wadsworth, 2005. ISBN 0-534-52099-5..
- Waley, Arthur. The Way and Its Power: A Study of the Tao Te Ching and Its Place in Chinese Thought (en anglès).  Grove Press, 1958. ISBN 0-8021-5085-3..